# Câmara Municipal de Niterói
Câmara Municipal de Niterói é o órgão legislativo do município de Niterói. Instituída em 11 de agosto de 1819, é atualmente composta por 21 vereadores. Está instalado onde outrora funcionava entre 1917 a 1975 o palácio da Assembleia Legislativa do Estado do Rio de Janeiro, compondo o conjunto arquitetônico cívico-cultural da Praça da República no Centro de Niterói, ex-capital do estado do Rio de Janeiro. Foi projetada pelo arquiteto Heitor de Melo e construída pelo arquiteto Pedro Campofiorito. Além do grande valor histórico e estético, o prédio abriga o arquivo público e exposições.

## Histórico
Através de Alvará Régio de 10 de maio de 1819, o rei Dom João VI determina elevação da então povoação de São Domingos da Praia Grande e suas freguesias vizinhas à condição de vila sob o nome de Vila Real da Praia Grande. No mesmo alvará, Dom João determina que a Câmara tenha um juiz de fora, três vereadores e um procurador. Nesta época o presidente da Câmara Municipal era o responsável pelas funções executivas de uma vila ou cidade.
No mesmo ano, em 11 de agosto, ergueu-se o Pelourinho, de madeira, símbolo de autonomia da Vila, e tomaram posse o primeiro juiz-de-fora e presidente da câmara, José Clemente Pereira, nomeado pelo Rei, os vereadores escolhidos Pedro Henrique da Cunha, João Moura Brito, Quintiliano Ribeiro de Magalhães e o primeiro procurador, o major Francisco Faria Homem.

As primeiras reuniões da Câmara Municipal foram realizadas na Casa de D. Helena Casimiro, também conhecido como Palacete Dom João VI (já desaparecido) e depois onde atualmente funciona o Hospital Santa Cruz na atual rua Dr. Celestino, no Centro da cidade, após a transferência da sede do atual bairro de São Domingos ao Centro. Em 1820, a Câmara encaminha ao Rei o plano de arruamento da vila, indicando o local de edificação da Casa da Câmara e Cadeia, no Jardim São João.

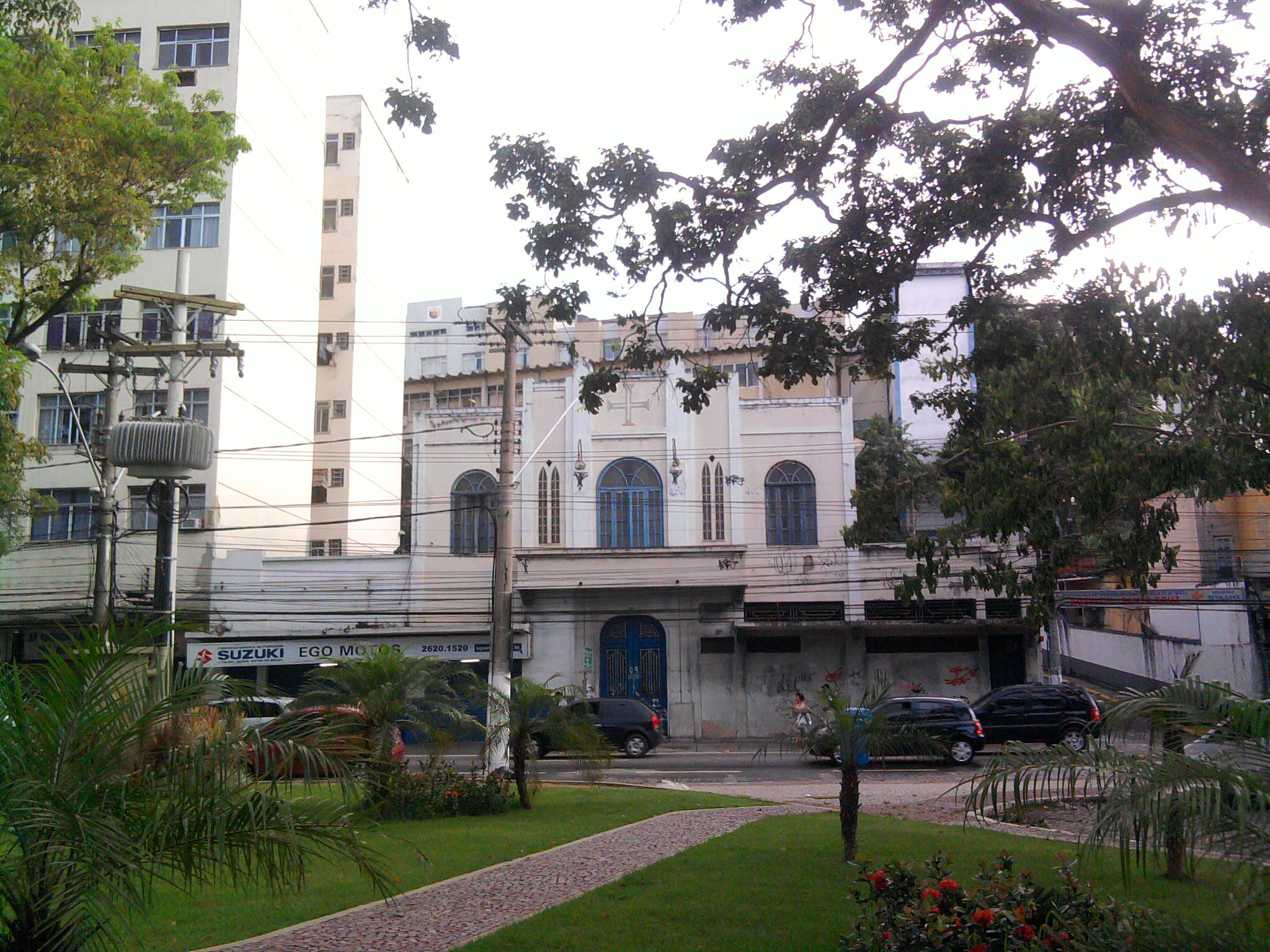
Sede histórica do Hospital Santa Cruz da Beneficência Portuguesa de Niterói.

Alguns anos depois, em 1835, a Vila Real da Praia Grande é elevada à condição de cidade com o nome de Nichteroy e é instituída como capital da então província do Rio de Janeiro.
Uma reforma constitucional realizada em 1903 modifica a organização administrativa das cidades brasileiras. Em 4 de janeiro de 1904 é criada a Prefeitura Municipal de Niterói, que passa a exercer o Poder Executivo, ficando delegada à Câmara de Vereadores a função legislativa do município.
Nas primeiras décadas do Séc. XX, grandes obras de reformulação urbana são realizadas em Niterói. Em 1913, por determinação do prefeito Feliciano Sodré, a antiga Casa de Câmara e Cadeia é demolida e em seu lugar é construído o novo Paço Municipal, um palacete de arquitetura eclética com projeto do engenheiro militar Vilanova Machadoque. O novo prédio abriga tanto a Câmara quanto a Prefeitura até a inauguração do Palácio Araribóia, em 1910, como sede do ramo executivo.
Em 1975, ocorre a fusão dos estados da Guanabara e do Rio de Janeiro e Niterói deixa de ser a capital. Com a transferência das instituições de governo para a nova capital – a cidade do Rio de Janeiro – a Câmara Municipal instala-se no prédio que abrigava a Assembleia Legislativa, local onde funciona desde então.

## Instituição
Atualmente a Câmara Municipal é composta por 21 vereadores eleitos a cada quatro anos por sufrágio diretos pelo moradores da cidade.
A Câmara é gerida pela Mesa Diretora, composta pelo Presidente, 1º Vice-presidente, 2º Vice-presidente, 1º Secretário e 2º Secretário eleitos a cada dois anos pelo conjunto dos vereadores.

### Atual composição
| Partido      | Nº de cadeiras | Vereadores                                                   |
| ------------ | -------------- | ------------------------------------------------------------ |
| PL           | 4              | Douglas Gomes, Daniel Marques, Allan Lyra e Fernanda Louback |
| PDT          | 3              | Binho Guimarães, Andrigo e Renato Cariello                   |
| UNIÃO        | 2              | Milton Cal e José Antonio Zaf                                |
| PSOL         | 2              | Professor Tulio e Benny Briolly                              |
| Cidadania    | 2              | Rodrigo Farah e Luiz Carlos Gallo                            |
| MDB          | 2              | Leandro Portugal e Beto da Pipa                              |
| PT           | 2              | Anderson Pipico e Sylvio Mauricio                            |
| PSD          | 1              | Gabriel Velasco                                              |
| Republicanos | 1              | Fabiano Gonçalves                                            |
| PODE         | 1              | Michel Saad Neto                                             |
| PCdoB        | 1              | Leonardo Giordano                                            |

## Prédio

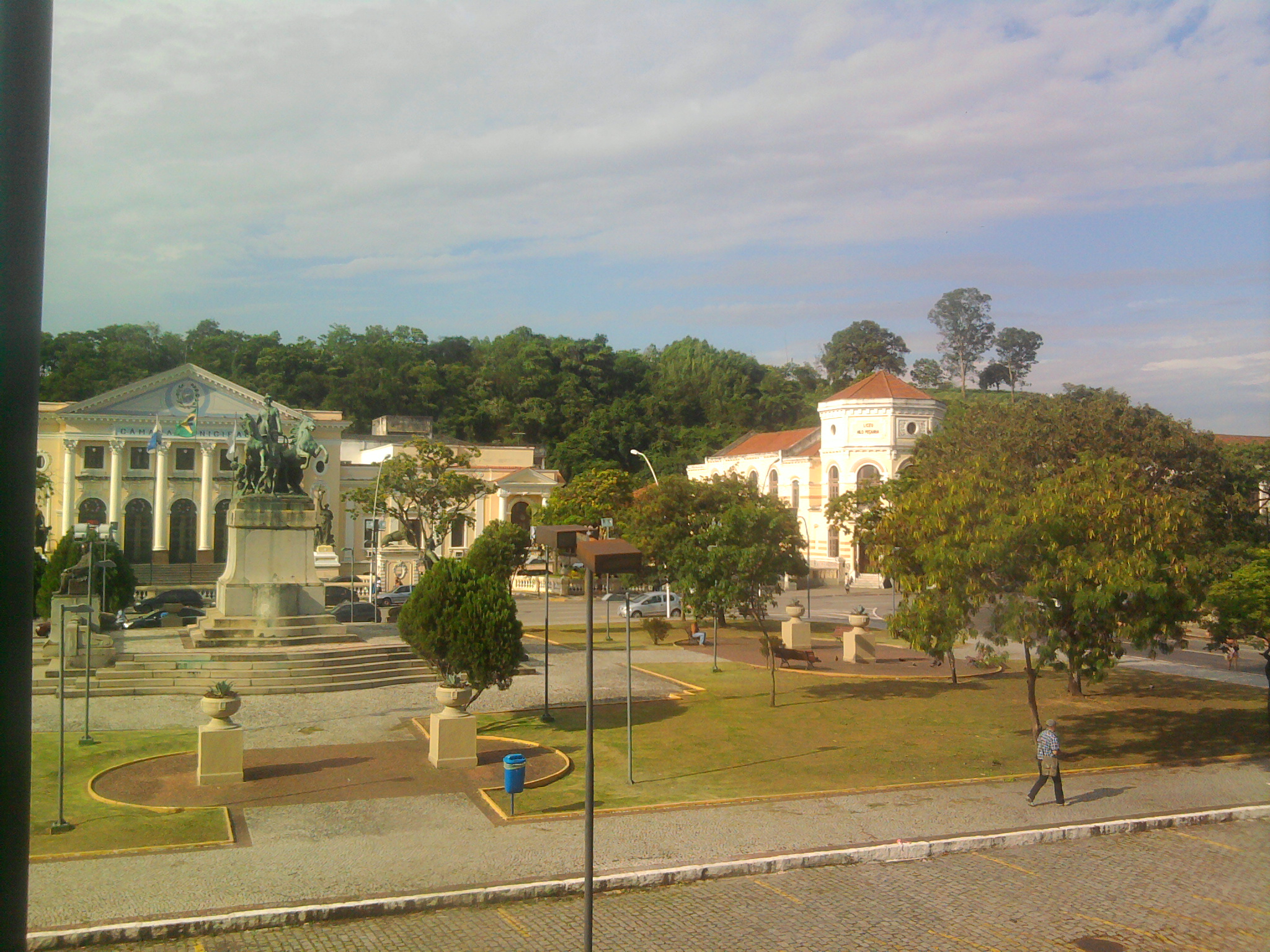
Praça da República, Liceu Nilo Peçanha e Câmara Municipal.

O prédio onde atualmente está instalada a Câmara Municipal é uma das edificações que compõem a Praça da República, conformando um Centro Cívico juntamente com a Delegacia de Polícia Civil, o Fórum, o Liceu Nilo Peçanha e a Biblioteca Estadual. Ele foi projetado para ser a sede da Assembleia Legislativa do antigo estado do Rio de Janeiro. Sua arquitetura é monumental como a dos modelos europeus imponentes, unindo traços neoclássicos e a ornamentação pesada do final do ecletismo.
O prédio foi construído pela firma Meanda Curty e inaugurado em 1º de agosto de 1917. Desde essa época, sediou a Assembleia Legislativa do Estado do Rio de Janeiro até 1975, quando, com a fusão dos Estados da Guanabara e Rio de Janeiro, a Câmara Municipal de Niterói passou a ocupar o edifício.
Em 26 de janeiro de 1983 o prédio foi tombado pelo Instituto Estadual do Patrimônio Cultural – INEPAC – juntamente com todo o conjunto urbanístico da Praça da República, através do processo E-03/18.213/83.

### Arquitetura
A fachada principal do prédio inspira-se em um templo romano, com seis colunas e um frontão triangular de ornamentação simples, onde se vê pintado o brasão do estado do Rio de Janeiro, um acréscimo posterior que substituí um brasão do estado em alto-relevo. 

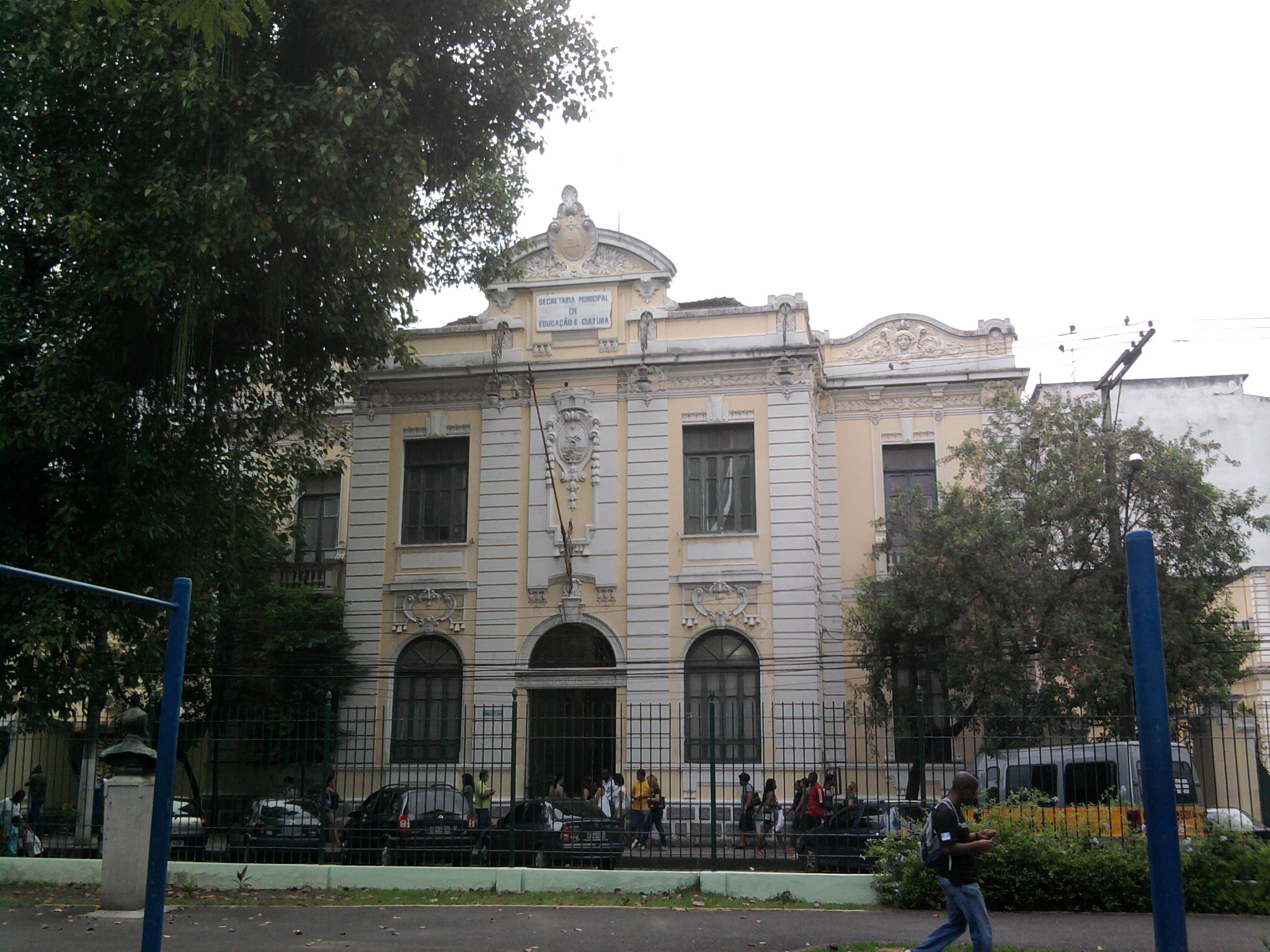
Antigo Paço Municipal de Niterói no Jardim São João, Centro.

A entrada se faz por cinco grandes portas em arco pleno precedidas das esculturas "A Ordem" e "O Progresso", ambas do artista italiano Hugo Tadei. A alegoria A Ordem é representada pela figura feminina em vestes romanas, que traz na mão direita uma espada e tem a mão esquerda apontando para um livro. Seu simbolismo fala da ordem fundamental nas leis e mantida pela energia que corrige. A alegoria O Progresso é também uma figura feminina que tem à sua mão direita uma tocha ao alto e, a seus pés, um jovem segurando engrenagens industriais. Representa as perspectivas de acelerado progresso, trazido pelo desenvolvimento industrial.
No nível da calçada, dois sólidos pedestais sustentam dois leões de cimento, um de costas para o outro, olhando para lados opostos, simbolizam os dois horizontes e o percurso do sol. Vigiando o passar do dia, representam o ontem e o amanhã e simbolizam o rejuvenescimento e vigor – esforço e repouso.
Na parede saguão de entrada quatro painéis pintados pelo niteroiense Antônio Parreiras, o maior nome das artes plásticas da cidade e ex-deputado estadual, retratando momentos célebres da história fluminense. O primeiro seria um quadro de Américo Vespúcio, navegador italiano que viajou pelo Novo Mundo a serviço de Portugal, chegando à Cabo Frio. O segundo uma imagem de Arariboia, fundador do Arraial de Praia Grande. Já o terceiro seria a retratação da emancipação do município de Campos dos Goytacazes. Entre três e 16 obras podem ter sido encobertas por sucessivas reformas e pinturas. Dos painéis atualmente restam apenas as grandes molduras que se vê no saguão, e hoje parecem sem função, no momento passam por processo de restauração.

## Arquivo da Câmara Municipal

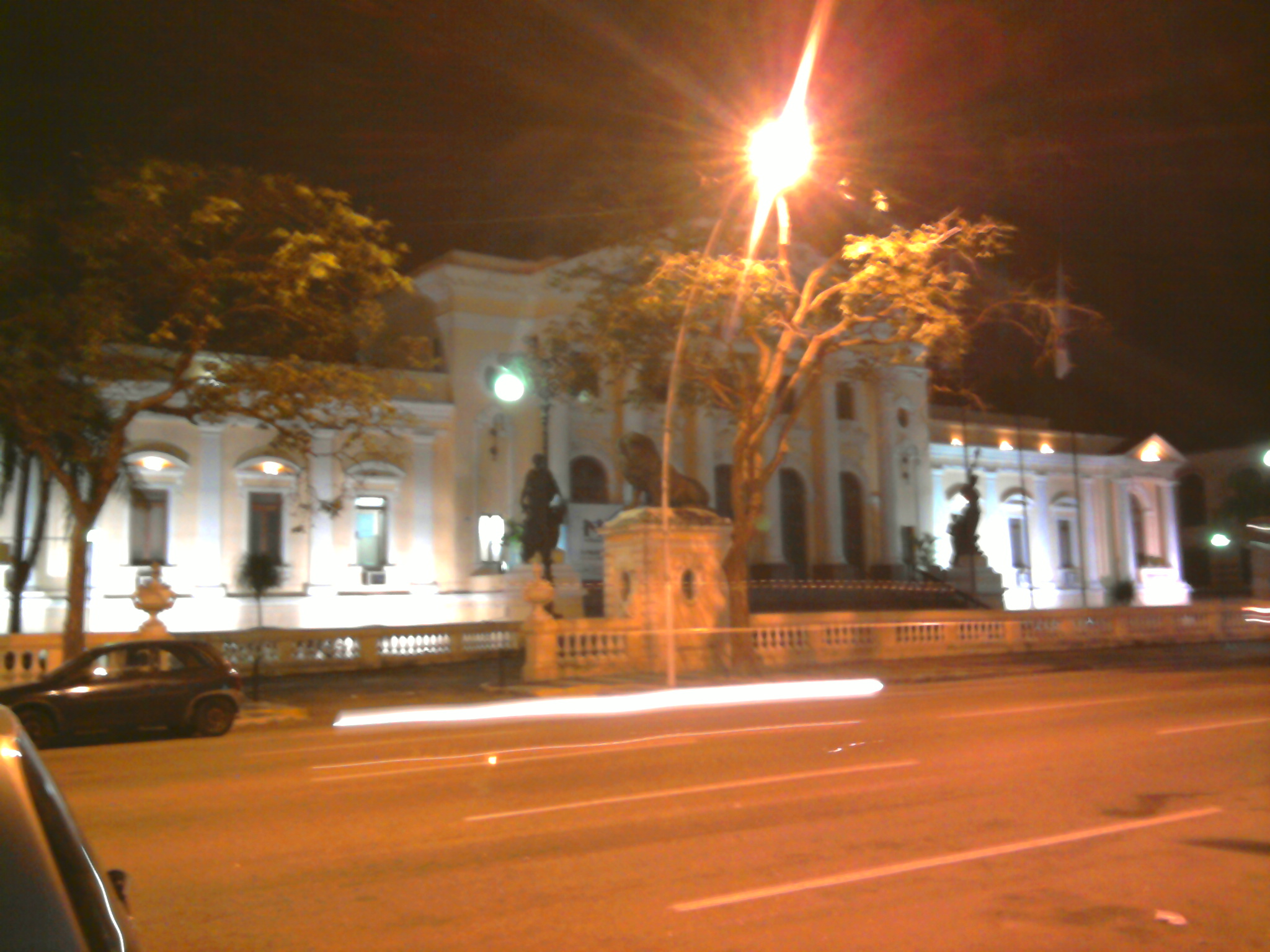
Câmara Municipal à noite.

Existente desde a instituição da Casa em 1819, o Arquivo da Câmara Municipal - atualmente Arquivo Historiador Divaldo Aguiar Lopes - teve suas funções oficializadas através da Lei Orgânica dos Municípios, de 1 de outubro de 1828, decretada pelo Imperador Dom Pedro I, que organizou a administração municipal no Brasil.
Seu acervo documental é composto por atas, livros de posse, notas de juízes de paz de freguesias (contendo escrituras de compra e venda de escravos e terras), registros de provisões, ofícios, portarias, requerimentos, códigos de postura, códigos tributários, livros caixa, livros de protocolo, anais, atos, projetos e fichas de vereadores e documentos avulsos (atestados de óbitos de escravos, declarações, cartas e procurações).
Agregam valor ao acervo a documentação oficial produzida pela Assembleia Legislativa da Província do Rio de Janeiro, resultado dos quase 30 anos em que o antigo edifício da Câmara esteve ocupado pelo governo provincial.